# Julija Sergejewna Petschonkina
Julija Sergejewna Petschonkina (russisch Юлия Сергеевна Печёнкина; engl. Transkription Yuliya Pechonkina, geb. Nossowa, Носова – Nosova; * 21. April 1978 in Krasnojarsk) ist eine ehemalige russische Hürdenläuferin, die bei den Weltmeisterschaften 2005 in Helsinki Gold über 400 Meter Hürden gewann. Darüber hinaus verbesserte sie am 8. August 2003 den Weltrekord in dieser Disziplin auf 52,34 s, welcher bis Juli 2019 die Höchstleistung darstellte.
In der Saison 2006 blockierte sie eine Fußverletzung, die sie mit Wodka-Kompressen zu heilen versuchte.
Petschonkina musste aufgrund einer Nebenhöhlenentzündung ihre Teilnahme an den Weltmeisterschaften 2009 in Berlin absagen und beendete im selben Jahr ihre sportliche Laufbahn.
Bei Nachtests, die 2016 zu den Meisterschaften von 2005 durchgeführt wurden, geriet auch Petschonkina in den Verdacht, Dopingmittel genommen zu haben.
Sie ist 1,76 m groß und wog zuletzt 66 kg.

## Erfolge
- 2000: Teilnahme Olympischen Spiele in Sydney (400 Meter Hürden – im Halbfinale ausgeschieden)
- 2001: 2. Platz Weltmeisterschaften in Edmonton (400 Meter Hürden), 8. Platz IAAF Grand Prix Finale (400 Meter Hürden)
- 2002: Weltcup-Siegerin (400 Meter Hürden), 5. Platz Halleneuropameisterschaften (400 Meter)
- 2003: 3. Platz Weltmeisterschaften in Paris/Saint-Denis (400 Meter Hürden)
- 2004: 8. Platz Olympische Spiele in Athen (400 Meter Hürden)
- 2005: 1. Platz Weltmeisterschaften in Helsinki (400 Meter Hürden), 2. Platz World Athletics Final (400 Meter Hürden)

## Bestleistungen
- 400 Meter: 53,22 s, 1. Juli 2001, Glasgow
- 400 Meter Hürden: 52,34 s, 8. August 2003 in Tula (Weltrekord)

## Leistungsentwicklung
| Jahr | 400 Meter Hürden (in Sekunden) |
| ---- | ------------------------------ |
| 1996 | 57,04                          |
| 1997 | 57,53                          |
| 1998 | 56,13                          |
| 1999 | 53,98                          |
| 2000 | 54,31                          |
| 2001 | 53,84                          |
| 2002 | 53,10                          |
| 2003 | 52,34                          |
| 2004 | 53,31                          |
| 2005 | 52,90                          |